# Кард, Эндрю
Эндрю Хилл Кард-младший (англ. Andrew Hill Card Jr.; род. 10 мая 1947, Холбрук, штат Массачусетс) — первый глава президентской администрации Джорджа Уокера Буша (2001—2006). Ранее был членом палаты представителей штата Массачусетс, работал в администрациях Рональда Рейгана и Джорджа Буша-старшего, занимался лоббированием интересов автомобильной промышленности в органах власти.

## Биография
Эндрю Хилл Кард-младший (Andrew Hill Card Jr.) родился 10 мая 1947 года в Холбруке, штат Массачусетс (по другим данным в Броктоне, штат Массачусетс).
Кард окончил Университет Южной Каролины с дипломом бакалавра наук. Учился в Академии торгового флота США и Школе управления имени Джона Ф. Кеннеди в Гарвардском университете. Обладатель многочисленных почетных степеней и наград.
С 1975 по 1983 год Кард был членом палаты представителей штата Массачусетс от Республиканской партии. Кард придерживался умеренных позиций, выступал за право на аборты и права сексуальных меньшинств. В 1982 году Национальная республиканская ассоциация законодателей (National Republican Legislators Association) назвала Карда «законодателем года», он также получил награду «За отличие в законотворчестве» (Distinguished Legislator Award) от Муниципальной ассоциации Массачусетса (Massachusetts Municipal Association). В том же году выдвигал свою кандидатуру от Республиканской партии на пост губернатора штата, но успеха не добился.
1980 год — точка отсчета истории отношений Карда с семейством Бушей, тогда он руководил в штате кампанией за выдвижение Джорджа Буша-старшего в президенты. Благодаря знакомству с Бушем-старшим, Кард пришел в администрацию Рональда Рейгана (1981—1989) на пост специального помощника президента по межправительственным отношениям, а затем заместителя помощника президента и директора отдела межправительственных отношений. Занимался связями администрации с губернаторами, членами парламентов штатов, мэрами и другими выборными чиновниками.
С 1988 по 1992 год Кард работал в администрации Буша-старшего в должности помощника президента и заместителя главы администрации. Он организовывал повседневную работу Белого дома и занимался широким кругом экономических, внешне- и внутриполитических проблем. С 1992 по 1993 год Кард был министром транспорта. В августе 1992 года по поручению президента Буша-старшего Кард возглавил штаб противодействия урагану «Эндрю». Позднее в том же году, после избрания президентом Билла Клинтона, он руководил переходной администрацией Буша.
С 1993 по 1998 год Кард занимал пост президента и исполнительного директора Американской ассоциации автопроизводителей (Automobile Manufacturers Association, AAMA), в которую входили Chrysler Corporation, Ford Motor Company и General Motors Corporation и которая прекратила своё существование в 1998 году.
С 1999 по 2000 год Кард был вице-президентом General Motors по связям с органами власти. Занимался отношениями корпорации с зарубежными и федеральными властями, властями штатов и местными органами власти. Выступал в качестве представителя General Motors в Конгрессе и правительстве.
Летом 2000 года Кард руководил проведением ежегодной конвенции Республиканской партии, что стало своего рода репетицией для его следующего назначения. 26 ноября 2000 года Кард был назначен главой президентской администрации Джорджа Буша-младшего. Официально вступил в должность в начале февраля 2001 года.
В начале работы на должности Кард сказал: «Президент Буш очень эффективно расходует своё время, и Белый дом, как представляется, должен быть более эффективным, чем, к примеру, при президенте Клинтоне». Своей целью он считал предоставление президенту времени для отдыха и принятия решений — а также своевременную передачу глава государства всей необходимой информации. Именно Кадр первым сообщил Бушу о терактах 11 сентября 2001 года.
На посту руководителя президентской администрации Кард работал очень напряженно: его рабочие дни начинались до восхода солнца и заканчивались ближе к полуночи. Высокий уровень организации, присущий Карду, связывали со специальными методиками развития памяти, которыми он пользовался.
Пребывание Карда на посту главы администрации пришлось на время таких потрясений, как война в Ираке, рост цен на топливо, ураган «Катрина» и ряд других громких событий. Примерно за год до фактической отставки Карда в СМИ стали появляться слухи о его возможном уходе. Объем критики со стороны демократов нарастал, а соратники Буша по Республиканской партии призывали его провести перестановки в администрации и влить в неё «свежую кровь», рейтинг популярности Буша достиг рекордно низкой отметки.
В начале марта 2006 года Кард сообщил о намерении покинуть свой пост, а 28 марта ушел в отставку. Его преемником стал Джошуа Болтен (Joshua Bolten). Пост главы администрации Кард официально покинул 14 апреля 2006 года и стал вторым главой администрации по продолжительности пребывания на должности после Шермана Адамса (Sherman Adams), руководившего администрацией Дуайта Эйзенхауэра.

## Личная жизнь
У Эндрю Карда и его жены Кэтлин (Kathleene Card) трое детей и четверо внуков. Кэтлин Кард, как и её муж, уроженка Холбрука в штате Массачусетс, она священнослужитель методистской церкви.